# Blixtunnel
Der Blixtunnel (norwegisch Blixtunnelen) ist ein zweigleisiger Eisenbahntunnel durch den Ekebergåsen im Zuge der Follobane, die wiederum eine parallele Ausbaustrecke zur Østfoldbane in Norwegen ist.
Mit einer Länge von 19,5 km ist er der längste Eisenbahntunnel Skandinaviens.

## Geografische Lage
Die Follobane ist eine zweigleisige elektrifizierte Hauptstrecke, die parallel zur Østfoldbane zwischen Oslo Sentralstasjon und Ski verläuft. Zwischen Sentralstasjon und Ekebergåsen verläuft die Follobane in einem überdachten Einschnitt im Gelände unter dem Middelalderparken.
Die Follobane mit dem Tunnel, der den überwiegenden Teil der Strecke umfasst, ergibt mit der parallel verlaufenden Østfoldbane eine viergleisige Verbindung von Oslo aus nach Süden, wodurch sich die Kapazität in diesem Korridor verdoppelt.

## Technische Parameter
Der Tunnel ist in zwei getrennten Röhren geführt. Jede der Röhren ist mit einem seitlichen Fluchtweg ausgestattet. Alle 500 m haben die Fluchtwege beider Röhren eine Verbindung miteinander.

## Bau

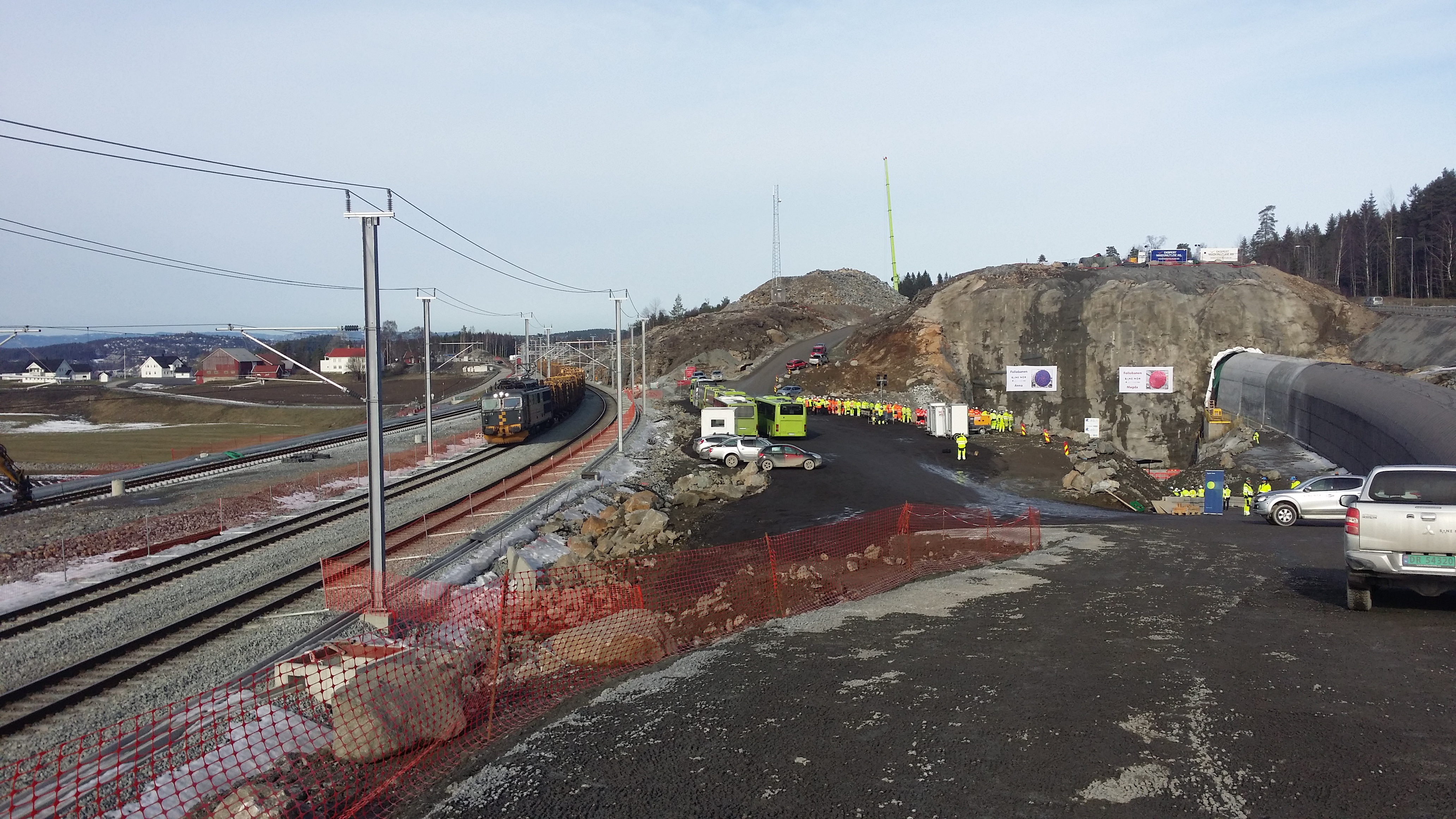
Durchschlag und Tunneltaufe am 26. Februar 2019

Der Tunnelbau begann 2016.:3 Auftraggeber war Bane NOR. Die Tunnel wurden auf einer Länge von 18,5 km mit vier Tunnelbohrmaschinen (TBM) aufgefahren. Jede der TBM war zusammen mit dem anhängenden Maschinenpark 150 m lang und wog 2400 Tonnen, angetrieben von Motoren mit einer Leistung von 6900 kW. Es waren die leistungsstärksten TBM, die je gebaut wurden. Sie wurden von Herrenknecht eigens für das Projekt hergestellt und nach dem Einsatz demontiert. 1000 Menschen waren zu Spitzenzeiten auf der Baustelle tätig.
Die TBM bohrten ein Profil mit einem Durchmesser von 9,96 m mit einer Bohrgeschwindigkeit von 12 bis 15 m pro Tag. Der Untergrund besteht aus Gneis, der sehr hart ist. Die Tunnelarbeiten waren anspruchsvoll, da sie im Umfeld von Gebäuden und Infrastruktur stattfanden, insbesondere in der Nähe der Straßentunnel in Ekebergåsen. Etwa 60.000 Menschen leben oberhalb der Trasse. Die nach Süden fahrenden TBM brachen am 26. Februar 2019 nördlich des Stadtzentrums von Ski durch.
Anschließend wurde die Eisenbahninfrastruktur im Tunnel eingebaut: Die Gleise verlaufen auf fester Fahrbahn.
2006 wurden von Jernbaneverket die Baukosten mit etwas über 11 Mrd. NOK veranschlagt. 2014 wurden die Baukosten auf 26 Mrd. NOK geschätzt. Insgesamt kostete der Tunnel jedoch 36,8 Mrd. NOK (3,4 Mrd. Euro) und damit mehr als dreimal so viel, wie ursprünglich geplant. Er ist das teuerste Verkehrsprojekt Norwegens.

## Betrieb

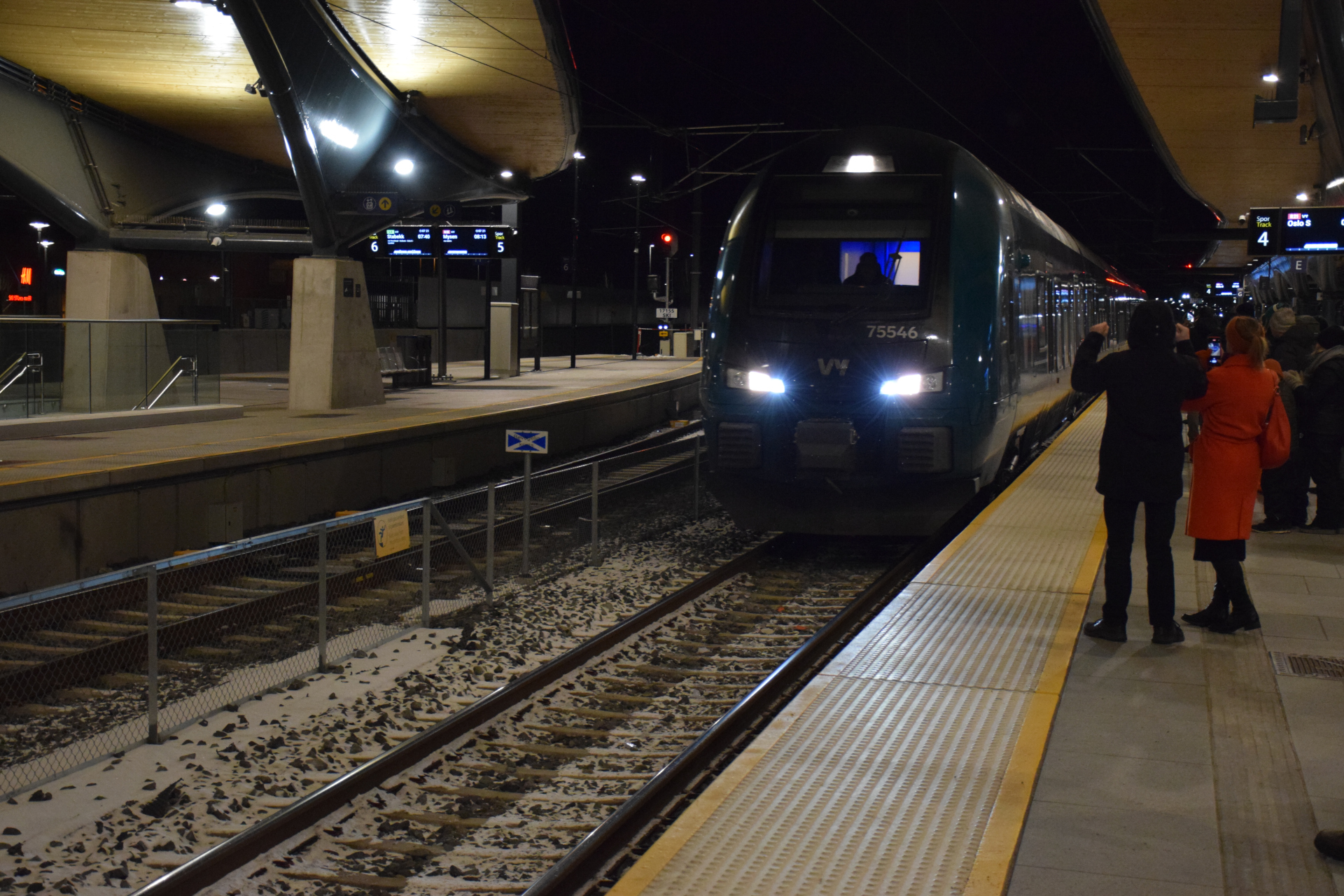
Eröffnungszug am 11. Dezember 2022

### Betriebsaufnahme
Bane NOR hat den Blixtunnel ab Anfang Dezember 2022 mit rund 200 Leerzügen einem Stresstest unterzogen.
Der erste planmäßige Zug durch den Tunnel verließ den Bahnhof Ski am 11. Dezember 2022 um 07:24 Uhr.
Die Follobane – und damit auch der Tunnel wurden am 12. Dezember 2022 nach Aufnahme des fahrplanmäßigen Betriebs offiziell von König Harald V. im Hauptbahnhof Oslo eingeweiht.
Die Züge des Fernverkehrs nutzen ausschließlich, die Züge des Nahverkehrs überwiegend den neuen Tunnel. Weiterhin wird die alte Strecke mit ihren zwölf Zwischenhalten im 15-Minuten-Takt bedient. Güterzüge nutzen je nach Streckenbelegung entweder die alte Strecke oder die Neubaustrecke und den Tunnel.

### Betriebseinstellung
Bereits am Tag der Eröffnung durch König Harald V. begann eine Pannen-Serie, die schließlich dazu führte, dass der Tunnel für den Verkehr gesperrt wurde:
- Schon am 12. Dezember 2022 traten Probleme mit der Stromversorgung in beiden Tunnelröhren auf. Am 19. Dezember 2022 wurde der Tunnel für Reparaturen zunächst für eine Woche gesperrt, nachdem zwei Züge aufgrund eines nach einem Brand folgenden Stromausfalls mehrere Stunden in der Tunnelröhre standen.[13]
- Am 26. Dezember 2022 wurde die Sperrung auf unbestimmte Zeit verlängert, weil die Ursache der Störungen nicht zu finden war.
- In den ersten Tagen des Jahres 2023 wurde bekannt, dass im Tunnel auch „schadhafte Elemente“ eingebaut wurden und
  - es im Tunnel deshalb erhebliche Probleme mit eindringendem Wasser gibt. Im August 2022 wurden 525 Stellen im Tunnel ausgemacht, in denen in größerem Umfang Wasser eindrang.
  - mindestens 2,4 km Kabel ausgetauscht werden müssen.[14]

Es steht fest, dass die Infrastruktur vor Inbetriebnahme des Tunnels nicht ausreichend getestet wurde. Zu Beginn war angenommen worden, dass die Strecke in wenigen Tagen wieder in Betrieb genommen werden könne. Dieser Termin wurde mehrfach verschoben, auch ein Termin zum 12. Februar 2023 konnte nicht eingehalten werden. Diese Mitteilung erfolgte am 25. Januar 2023, worauf kein neuer Termin mehr genannt wurde. Bane Nor nahm den Betrieb in vollem Umfang erst am 5. März 2023 wieder auf, nachdem ab dem 3. März rund 600 abschließende Testfahrten mit Höchstlast durch den Tunnel erfolgten.
Bane Nor weist die Schuld dem Generalunternehmer für das Projekt zu. Untersuchungen ergaben defekte Isolatoren, abgeplatzte Betonteile im Tunnel sowie die Erkenntnis, dass diese Anlage in Bezug auf Rückstrom und Erdung zu schwach und falsch ausgelegt ist.

## Name
Der Tunnel ist nach dem Architekten Peter Andreas Blix benannt, der viele Bahnhöfe der Østfoldbane entworfen hat und bei deren Bau auch die archäologischen Grabungen in Gamlebyen leitete. Der Name „Follotunnelen“ wurde bereits für den Straßentunnel der E6 verwendet.